# Taleporiini
De Taleporiini zijn een geslachtengroep van vlinders in de familie van de zakjesdragers (Psychidae).

## Geslachten
- Altobankesia Dierl, 1966
- Bankesia Tutt, 1899
- Barbaroscardia Walsingham, 1891[1]
- Kozhantshikovia Saigusa, 1961
- Lytrophila Meyrick, 1913[2]
- Pseudobankesia Meier, 1963
- Sciopetris Meyrick, 1891
- Solemasia Zagulajev, 1996
- Taleporia Hübner, 1825